# Mont Waddington
Pour les articles homonymes, voir Waddington.
D'une altitude de 4 016 m, le mont Waddington (en anglais Mount Waddington) est le plus haut sommet de la chaîne Côtière de Colombie-Britannique. Il se dresse près de l'embouchure de la Knight, à 282 km au nord-ouest de Vancouver. S'élevant à seulement 39 km du littoral marin, il abrite au moins cinq glaciers de vallée de plus de 16 km de long. D'abord appelé mont Mystery, on lui donne le nom de l'industriel d'origine anglaise Alfred Waddington, dont le rêve de construire une route depuis l'extrémité de la baie Bute vers les champs aurifères de Cariboo ne s'est jamais réalisé. Fritz Weissner et William House atteignent le sommet principal du mont en 1936.
Les conditions extrêmes, similaire à l'Arctique, rend l'ascension du sommet comme une des plus sérieuses ascensions en Amérique du Nord mais il offre l'un des plus extrêmes et spectaculaires paysages de montagne. Le relief y est comparable à celui de l'Himalaya.
Le mont Waddington est le troisième plus haut sommet de Colombie-Britannique (après le mont Fairweather et le mont Quincy Adams qui sont tous les deux à cheval sur la frontière entre la Colombie-Britannique et l'Alaska) mais c'est le plus grand sommet intégralement à l'intérieur de la Colombie-Britannique.

## Climat
Le chaînon Waddington a un climat rigoureux aussi bien qu'imprévisible, localisé avec des vents chauds, humides qui imbibent la côte de la Colombie-Britannique, dont c'est le point le plus haut. Les niveaux de précipitations dans le secteur du sommet sont parmi les plus hauts dans la chaîne Côtière.